# Фактор (група)
Фактор е рок група, създадена през 1972 г. в София от Веселин Тодоров. Сред хитовете на групата са „Приятели“ – група „Елит“ я възражда с кавър, „Високото момиче“, „Самотният“ – наградата на публиката на Мелодия на годината – 1989, „Главната улица“, „Съседката“.

## История
Дебютира със серия концерти в СУ „Климент Охридски“, след което съпровожда Емил Димитров в концертната му дейност (група Синьо-белите до 1973 – 1974 г.). Придобива популярност през 1976 г., когато е издадена и първата малка плоча на групата („Китара на перона“ и „Далечна звезда“ – муз. Веселин Тодоров). Награди печелят две от песните на Тодоров – „Колко е хубаво“ (изп. Маргарига Горанова и Фактор) – Първа награда на фестивала „Златния Орфей“ – 1979 г.; „Остани с мен“ – награда за най-добра чужда композиция (извън Великобритания) на фестивала в Кевън, Ирландия – 1980 г., II награда в категорията „професионалисти“ на „Music Sity Song Festial“ в Нашвил, САЩ – 1980 г. (класирането е по предварително изпратени записи). Фактор осъществява самостоятелна концертна дейност от 1976 г. Групата работи в Германия – 1976, Австрия, Швейцария и Сърбия – 1981. От 1982 участва в постановката на Народния театър „Архангелите не играят флипер“ (по Дарио Фо, муз. Александър Бръзицов). Спектакълът има голям успех и е представян в Русия, Гърция и Чехия. През 1986 се представя на фестивала на младежката песен в Тбилиси, СССР с „Как да стане сън войната“ и „Начало“ и е удостоена с почетен диплом на ЦК на ВЛКМС. Песента „Има обич“ е допусната до финалния кръг на фестивала „Златният Орфей“ – 1986. БНТ осъществява два самостоятелни рецитала на Фактор през 1979 и 1986. В края на 1989 г. записват с компанията Gama international в Щутгарт продукция за албум, който не вижда бял свят – две песни от нея са включени в сборна компилация. Групата прекратява концертната си дейност през 1991 г.
Веселин Тодоров открива музикална къща „Фактор“ в началото на 90-те и събира момчетата за отделни записи и участия. В последната формация участват още Огнян Цолов – вокалист на „Елит“, Тодор Андонов – китара, Румен Лозанов – клавир, Георги Марков от „Щурците“. През 1999 г. в хит се превръща „До последен час“ с участието на Васил Найденов, Стефан Димитров, Валди Тотев, Васко Кръпката, Георги Минчев, Чочо Владовски, Вили Кавалджиев. Заедно с още няколко нови песни, 4 неиздавани записа от началото на 80-те и три кавъра тя е включена в последния им албум. В началото на 2009 г. „Фактор“ записаха две нови песни – „Срещу времето“ и „Остани“ по текст на Иван Тенев и Александър Петров. Очаква се да издадат нов албум.

## Състав
- Веселин Тодоров – бас, китара, вокал, композитор;
- Валди Тотев – клавишни, вокал (до 1974);
- Николай Синджирлиев – вокал (до 1974);
- Илия Кънчев – вокал (до 1976);
- Жоржан Банов – ударни (до 1974);
- Асен Гаргов – китара (1972);
- Тенко Славов – китара (1973);
- Ненчо Мануилов – китара, цигулка, вокал (1976 – 1985);
- Кирил Милчев – клавишни (1981 – 1982)
- Тодор Андонов – китара (от 1986);
- Светослав Стоилов – клавишни (1976 – 1981);
- Ангел Овчаров – ударни (1976 – 1986);
- Христо Петков – клавишни (1981 – 1984);
- Михаил Табаков – клавишни (от 1984);
- Огнян Цолов – вокал (1985 - 2023);
- Антон Бубев – ударни (1984 – 1986);
- Йордан Стаменков – ударни (от 1986);
- Румен Лозанов – клавишни (от 1987);
- Васил Стоянов - вокал (от 2023).

## Албуми
- Фактор – „Китара на перона“ (Първа малка плоча) – 1975
- Фактор – Втора малка плоча – 1978
- Фактор – 1980
- Фактор – „Без въпроси“ – 1984
- Фактор – „Млечният път“ – 1986
- Фактор 4 – 1988
- Фактор – „Избрано“ – 1995
- Фактор – „До последен час“ – 2000
- Фактор – „30 години Фактор“ – Антология – 2002
- Фактор – „30 години VIP Rock“ – DVD – 2004